# 毛德·冯·罗森
毛德·冯·罗森（瑞典語：Maud von Rosen，1925年12月24日—），瑞典女子马术运动员。她曾代表瑞典参加1972年夏季奥林匹克运动会马术比赛，获得团体盛装舞步赛铜牌。